# 花童
花童，是指西式婚禮儀式上陪伴新人行禮的小朋友，女孩稱為花女（Flower girl），男孩稱為花仔（Page boy），是求「早生貴子」之意。
花童一般為3至8歲的小孩，多半是新人近親好友之子女。
婚禮儀式時，花童需伴隨新人在教堂行禮，一般會在新娘之前進入教堂，在進入教堂時可以撒上花瓣或碎紙增加婚禮的浪漫氣氛。

## 外部連結
- 婚禮花童-天使在人間
- 婚禮上花童相關知識
- History of Flower Girl Dresses （页面存档备份，存于）